# 黑鳍下盔鲨
黑鳍下盔鲨（学名：Hypogaleus hyugaensis）为皱唇鲨科下盔鲨属的鱼类。分布于印度洋的南非、坦桑尼亚、肯尼亚沿岸、西北太平洋的日本沿岸海域以及台湾东北海域等。该物种的模式产地在日本。